# Hedi Nefati
Hedi Nefati –en árabe, هادي نفاتي– (nacido el 15 de agosto de 1997) es un deportista tunecino que compite en taekwondo. Ganó dos medallas en los Juegos Panafricanos en los años 2015 y 2019, y dos medallas en el Campeonato Africano de Taekwondo en los años 2016 y 2018.

## Palmarés internacional
| Juegos Panafricanos | Juegos Panafricanos               | Juegos Panafricanos | Juegos Panafricanos |
| Año                 | Lugar                             | Medalla             | Categoría           |
| ------------------- | --------------------------------- | ------------------- | ------------------- |
| 2015                | Brazzaville (República del Congo) | Medalla de bronce   | –54 kg              |
| 2019                | Rabat (Marruecos)                 | Medalla de bronce   | –58 kg              |
| Campeonato Africano |                                   |                     |                     |
| Año                 | Lugar                             | Medalla             | Categoría           |
| 2016                | Puerto Saíd (Egipto)              | Medalla de bronce   | –58 kg              |
| 2018                | Agadir (Marruecos)                | Medalla de oro      | –58 kg              |